# Maria Jones
Maria Jones, född Andberger 6 december 1990 i Västerås, är en svensk skådespelerska, manusförfattare och författare.

## Biografi
Maria Jones är född i Västerås, uppvuxen i Hässelby och Nacka utanför Stockholm där hon som åttaåring började med reklam och teaterklasser och fann sitt livs passion. Hon är dotter till en operasångerska/författare och civilingenjör och tog scennamnet Jones vid sina studier på the Royal Conservatoire of Scotland (tidigare Royal Scottish Academy of Music and Drama), efter en släktgård i Dalarna.
Under tiden på Royal Conservatoire of Scotland fick Maria Jones också framträda som Helena i All's Well That Ends Well på Shakespeare's Globe i London, samt i Jack, en politisk en-aktare om den skotska självständigheten, på Edinburgh Fringe år 2014.
Hon har medverkat i ett dussintal filmer, TV-serier och teaterproduktioner.

## Filmografi (i urval)
| Produktion                        | Roll                        | Format           |
| --------------------------------- | --------------------------- | ---------------- |
| Burns Night                       | DI Leah Bishop              | Långfilm         |
| Flux                              | Varna/Jennifer/NYPD Officer | Långfilm         |
| Ingen kommer att märka om jag dör | Nathalie                    | Informationsfilm |
| Macbeth                           | Macbeth/Häxa                | Kortfilm         |
| Lust och förlorad                 | Sofia                       | Kortfilm         |
| Boundless: The Prelude            | Madeira Fitzgerald          | Prequel/Kortfilm |
| Reflections of a Private Eye      | Mystery Woman               | Kortfilm         |
| FLUX                              | Varna/Jennifer              | Kortfilm         |
| Souled                            | The Writer                  | Kortfilm         |
| The Golden Goblet                 | The Kind Faerie             | Kortfilm         |
| The Last Equinox                  | Rebecca Ambrose             | Kortfilm         |
| No Degrees of Separation          | Alice                       | Kortfilm         |
| Forgotten                         | Young Woman                 | Kortfilm         |
| The Play: The Movie               | Lizzie Stevenson            | Webserie         |
| The Glasgow Story                 | Amanda                      | Webserie         |

## Teater (i urval)
| Produktion                                  | Roll                   |
| ------------------------------------------- | ---------------------- |
| (Can this be) Home?                         | Meaa                   |
| The Homecoming                              | Ruth                   |
| Double Fantasy                              | Gun                    |
| Blood Brothers (the play)                   | Linda                  |
| The Dreaming                                | One                    |
| Jack                                        | Helen                  |
| Shakespeare was a black girl                | Dawn                   |
| Our Country's Good                          | Captain Tench/Svensson |
| Blind Eye                                   | Sophia Robertson       |
| All's Well that Ends Well                   | Helena                 |
| Vassa                                       | Natalia                |
| Camille (based on The Lady of the Camelias) | Madame Prudence        |
| En Gycklares Iakttagelser                   | Astrid                 |
| Nyköpings Gästabud                          | Ingeborg II/piga       |
| Trettondagsafton                            | Maria                  |